# UFC Fight Night: Felder vs. dos Anjos
UFC Fight Night: Felder vs. dos Anjos (também conhecido como UFC Fight Night 183 e UFC on ESPN+ 41) foi um evento de MMA produzido pelo Ultimate Fighting Championship em 14 de novembro de 2020 no UFC Apex em Las Vegas, Nevada.

## Background
Uma luta no peso leve entre o ex-campeão Rafael dos Anjos e Islam Makhachev era esperado para ocorrer no UFC 254. Em 8 de outubro, dos Anjos testou positivo para COVID-19 e foi retirado do card. A luta foi remarcada para este evento. Entretanto em 8 de novembro, Makhachev teve que se retirar da luta devido a uma lesão. Ele foi substituído por Paul Felder.
Uma luta no peso médio entre Saparbek Safarov e Julian Marquez era esperada para ocorrer no UFC Fight Night: Smith vs. Rakić. Entretanto, a luta foi remarcada para este evento.
Uma luta no peso médio entre Andreas Michailidis e Antônio Arroyo era esperada para ocorrer neste evento. Entretanto, Michailidis teve que se retirar da luta e foi substituído por Eryk Anders.
Gabriel Benítez era esperado para enfrentar Justin Jaynes neste evento. Entretanto, Benítez teve que se retirar da luta após testar positivo pafa COVID-19.
Uma luta no peso mosca entre Jeff Molina e Zarrukh Adashev era esperada para ocorrer neste evento. Porém, a luta foi adiada para o UFC Fight Night 188.
Bryan Barberena era esperado para enfrentar Daniel Rodriguez neste evento. Entretanto, Barberena teve que ser hospitalizado uma semana antes da luta e a luta foi cancelada.

## Bônus da Noite
Os lutadores receberam US$50.000 de bônus:
- Luta da Noite:  Rafael dos Anjos vs.  Paul Felder
- Performance da Noite:  Khaos Williams e  Sean Strickland